# Энциклопедия Кольера

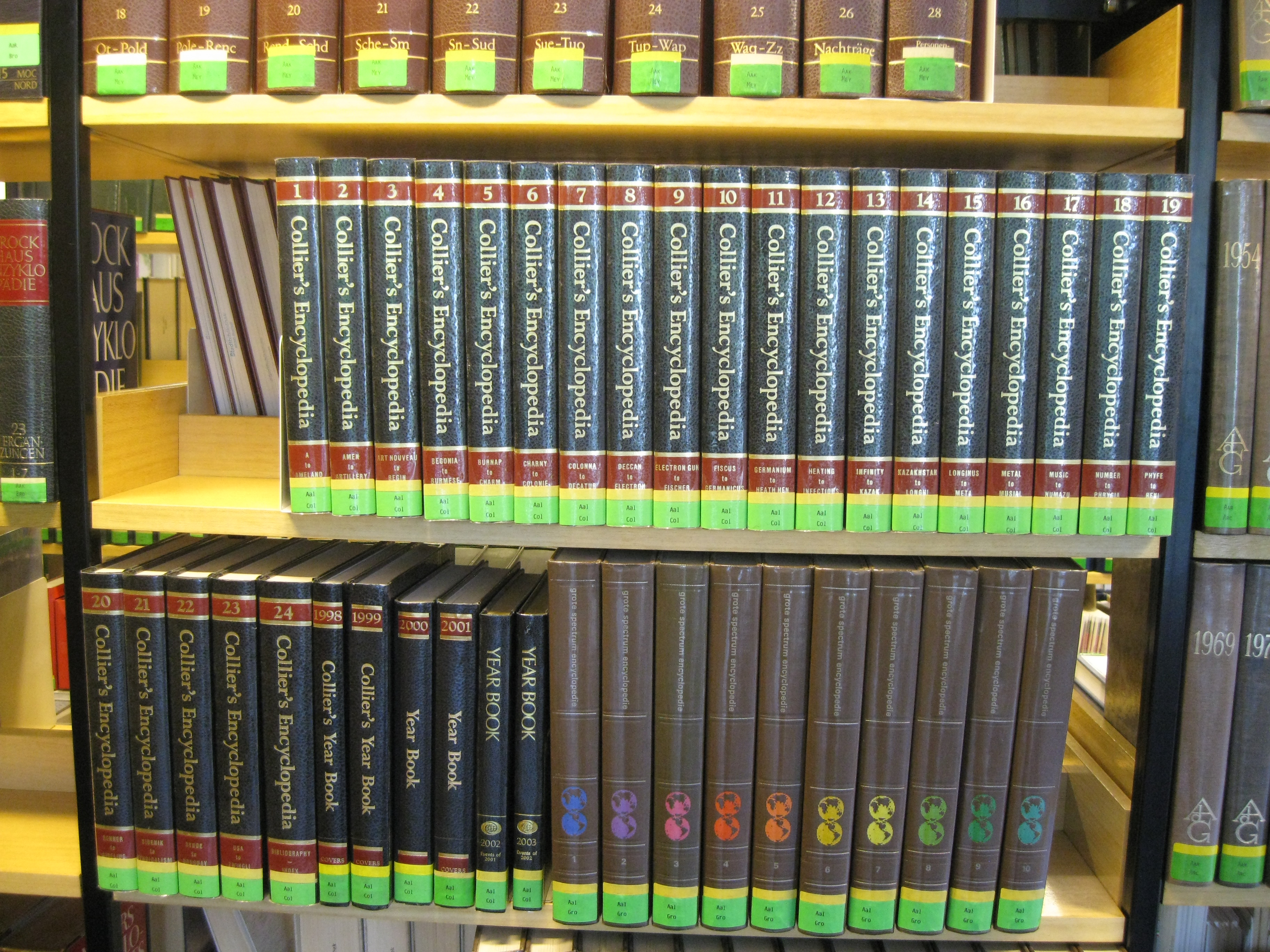
Энциклопедия в одной из немецких библиотек, 2011

Энциклопедия Кольера (англ. Collier's Encyclopedia) — универсальная энциклопедия, выпускавшаяся в Соединённых Штатах издательством Crowell, Collier and Macmillan. В предисловии определялась, как «научный, систематический, постоянно пересматривающийся труд, являющийся значимым для человечества». Эта энциклопедия долгое время считалась одной из трёх основных в современном английском языке общих энциклопедий, вместе с «Американской энциклопедией» и «Британской энциклопедией», иногда объединённых под общим названием «the ABCs» (Americana, Britannica, Collier’s).

## История
Начиная с 1902 года энциклопедия выходила под разными названиями. В 1902—1929 годах издательство P.F. Collier & Son Company выпустило «Новую энциклопедию Кольера» (англ. Collier's New Encyclopedia) сначала в 16, а потом в 10 томах. В 1918 году после смерти Роберта Кольера издательство было куплено Crowell Publishing Company, ставшей Crowell-Collier Publishing Company. И в 1932—1950 на смену пришла 11-томная «Национальная энциклопедия» (англ. National Encyclopedia). В 1949 году разом в 20 томах
была выпущена «Энциклопедия Кольера с библиографией и указателем» (англ. Collier's Encyclopedia with Bibliography and Index) или собственно «Энциклопедия Кольера» (англ. Collier's Encyclopedia). В 1962 году вышло ещё четыре тома. В издании 1997 года насчитывалось 23000 статей, большая часть иллюстраций являлась полноцветной и занимала около двух пятых от общего объёма. Библиография была размещена в последнем томе и содержала 450 000 наименований. Кроме того выпускался «Ежегодник Кольера» (англ. Collier's Year Book).
В 1998 году Microsoft купила права на электронную версию «Энциклопедии Кольера» и включила в свою мультимедийную энциклопедию Encarta. Atlas Editions (ранее Collier Newfield) сохранил права на издание энциклопедии в виде книги, однако, в настоящее время энциклопедия на бумажном носителе не издаётся.
В настоящее время с 2000 года на основе «Энциклопедии Кольера» развивается российский энциклопедический проект «Кругосвет».